# Persone di nome Lucio
| Questa pagina contiene informazioni ricavate automaticamente dalle voci biografiche con l'ausilio del template Bio e di un bot. L'aggiornamento è periodico e automatico e ricostruisce completamente la pagina. Se manca una persona in questa lista, sei pregato di non aggiungerla, ma accertati piuttosto che la sua voce biografica contenga il template Bio e che i dati anagrafici siano correttamente compilati. Se il template Bio manca, inseriscilo tu stesso o, in alternativa, metti l'avviso {{tmp\|Bio}} che ne segnala la mancanza. Se i dati riportati sono sbagliati, correggi direttamente la voce biografica; le modifiche saranno visibili in questa lista entro pochi giorni. Per chiarimenti vedi il progetto antroponimi. La lista contiene solo le 542 persone che sono citate nell'enciclopedia e per le quali è stato implementato correttamente il template Bio. Pagina aggiornata al 6 ago 2025. |

Questa è una lista di persone presenti nell'enciclopedia che hanno il nome Lucio, suddivise per attività principale.

## Allenatori di calcio(3)
- Lucio Bernardini, allenatore di calcio e ex calciatore italiano (Città di Castello, n. 1960)
- Lucio Mujesan, allenatore di calcio e ex calciatore italiano (Pirano, n. 1943)
- Lucio Nobile, allenatore di calcio e ex calciatore italiano (Torino, n. 1956)

## Allenatori di calcio a 5(1)
- Lucio Solazzi, allenatore di calcio a 5 e dirigente sportivo italiano (Verona, n. 1958)

## Allenatori di pallacanestro(1)
- Lou Rossini, allenatore di pallacanestro statunitense (New York, n. 1921 - Sewell, † 2005)

## Allenatori di pallavolo(1)
- Lucio Antonio Oro, allenatore di pallavolo e ex pallavolista brasiliano (Francisco Beltrão, n. 1977)

## Ammiragli(1)
- Lucio Nasidio, ammiraglio romano († 46 a.C.)

## Anarchici(1)
- Lucio Urtubia, anarchico spagnolo (Cascante, n. 1931 - Parigi, † 2020)

## Archeologi(1)
- Lucio Mariani, archeologo italiano (Roma, n. 1865 - Roma, † 1924)

## Architetti(1)
- Lucio Cocceio Aucto, architetto e ingegnere romano

## Artisti(2)
- Lucio Del Pezzo, artista, pittore e scultore italiano (Napoli, n. 1933 - Milano, † 2020)
- Lucio Parrillo, artista italiano (Catanzaro, n. 1974)

## Astrologi(1)
- Lucio Taruzio, astrologo romano (Fermo)

## Attori(8)
- Lucio Allocca, attore, regista teatrale e drammaturgo italiano (Napoli, n. 1943)
- Lucio Caizzi, attore, comico e cabarettista italiano (Napoli, n. 1959)
- Lucio De Santis, attore e produttore cinematografico italiano (Fondi, n. 1922 - Roma, † 2006)
- Lucio Flauto, attore, comico e conduttore televisivo italiano (Busto Arsizio, n. 1930 - Busto Arsizio, † 1987)
- Lucio Montanaro, attore e comico italiano (Martina Franca, n. 1951)
- Lucio Rama, attore italiano (Milano, n. 1911 - Roma, † 1988)
- Lucio Ridenti, attore e giornalista italiano (Taranto, n. 1895 - Torino, † 1973)
- Robert Rietti, attore e regista italiano (Paddington, n. 1923 - Londra, † 2015)

## Attori teatrali(1)
- Lucio Ambivio Turpione, attore teatrale romano

## Autori televisivi(1)
- Lucio Wilson, autore televisivo italiano (Milano, n. 1972)

## Baritoni(1)
- Lucio Gallo, baritono italiano (Taranto, n. 1959)

## Bassisti(1)
- Lucio Manca, bassista e compositore italiano (Cagliari, n. 1987)

## Calciatori(8)
- Lucio Bertogna, ex calciatore italiano (San Canzian d'Isonzo, n. 1946)
- Lucio Bizzini, ex calciatore svizzero (Biasca, n. 1948)
- Lucio Calonga, calciatore paraguaiano (Asunción, n. 1939 - † 2007)
- Lucio Compagnucci, calciatore argentino (Buenos Aires, n. 1996)
- Lucio Dell'Angelo, calciatore italiano (Lucinico di Gorizia, n. 1938 - Viareggio, † 2013)
- Lucio Filomeno, ex calciatore argentino (Buenos Aires, n. 1980)
- Lucio Ianiero, ex calciatore e ex giocatore di calcio a 5 canadese (Toronto, n. 1966)
- Lucio Mongardi, calciatore italiano (Argenta, n. 1946 - Ferrara, † 2001)

## Cantanti(1)
- Lucio Ardenzi, cantante, attore e regista italiano (Roma, n. 1922 - Roma, † 2002)

## Cantautori(5)
- Lucio Battisti, cantautore, produttore discografico e arrangiatore italiano (Poggio Bustone, n. 1943 - Milano, † 1998)
- Lucio Corsi, cantautore italiano (Grosseto, n. 1993)
- Lucio Dalla, cantautore, compositore e polistrumentista italiano (Bologna, n. 1943 - Montreux, † 2012)
- Lucio Leoni, cantautore e musicista italiano (Roma, n. 1981)
- Lucio Quarantotto, cantautore e paroliere italiano (Venezia, n. 1957 - Venezia, † 2012)

## Cardinali(3)
- Lucio Boezio, cardinale italiano (Roma)
- Lucio Sanseverino, cardinale e arcivescovo cattolico italiano (Napoli - Salerno, † 1623)
- Lucio Sassi, cardinale e vescovo cattolico italiano (Nola, n. 1521 - Roma, † 1604)

## Cardiochirurghi(1)
- Lucio Parenzan, cardiochirurgo italiano (Pirano, n. 1924 - Bergamo, † 2014)

## Ceramisti(1)
- Lucio Canoleio, ceramista italiano (Cales - Cales)

## Cestisti(3)
- Lucio Angulo, ex cestista spagnolo (Saragozza, n. 1973)
- Lucio Laganà, ex cestista italiano (Reggio Calabria, n. 1963)
- Lucio Redivo, cestista argentino (Bahía Blanca, n. 1994)

## Chitarristi(1)
- Lucio Bardi, chitarrista italiano (Milano, n. 1958)

## Comici(2)
- Lucio Ciotola, comico italiano (Napoli, n. 1957)
- Lucio Salis, comico, scrittore e produttore discografico italiano (Santa Giusta, n. 1947)

## Compositori(4)
- Lucio Campiani, compositore italiano (Mantova, n. 1822 - Mantova, † 1914)
- Lucio Garau, compositore e pianista italiano (Cagliari, n. 1959)
- Lucio Godoy, compositore argentino (Paraná, n. 1958)
- Lucio Gregoretti, compositore italiano (Roma, n. 1961)

## Condottieri(1)
- Lucio Bellanti, condottiero e astrologo italiano (Siena - Firenze, † 1499)

## Contrabbassisti(1)
- Lucio Terzano, contrabbassista e bassista italiano (n. 1954)

## Dirigenti d'azienda(1)
- Lucio Stanca, dirigente d'azienda e politico italiano (Lucera, n. 1941)

## Dirigenti sportivi(3)
- Lucio Cecchinello, dirigente sportivo e ex pilota motociclistico italiano (Venezia, n. 1969)
- Lucio Fasolato, dirigente sportivo, allenatore di calcio e ex calciatore italiano (Abano Terme, n. 1951)
- Lucio Pedercini, dirigente sportivo e ex pilota motociclistico italiano (Volta Mantovana, n. 1972)

## Doppiatori(1)
- Lucio Saccone, doppiatore e direttore del doppiaggio italiano (Napoli, n. 1960)

## Drammaturghi(1)
- Lucio Pomponio, commediografo romano (Bologna)

## Ecologi(1)
- Lucio Susmel, ecologo italiano (Fiume, n. 1914 - Procchio, † 2006)

## Economisti(1)
- Lucio Picci, economista italiano (Forlì, n. 1965)

## Filosofi(5)
- Lucio Anneo Cornuto, filosofo romano (Leptis Magna)
- Lucio Colletti, filosofo e politico italiano (Roma, n. 1924 - Venturina Terme, † 2001)
- Lucio Saviani, filosofo italiano (Caserta, n. 1960)
- Lucio Scarano, filosofo, letterato e latinista italiano (Brindisi, n. 1540 - Venezia)
- Lucio Anneo Seneca, filosofo, drammaturgo e politico romano (Corduba, n. 4 a.C. - Roma, † 65)

## Fisarmonicisti(1)
- Lucio Cortese, fisarmonicista e compositore italiano (San Vincenzo La Costa, n. 1941)

## Fisici(2)
- Lucio Paternò, fisico e astronomo italiano (Catania, n. 1939 - Aci Catena, † 2017)
- Lucio Russo, fisico, matematico e storico della scienza italiano (Venezia, n. 1944 - Bologna, † 2025)

## Fumettisti(2)
- Lucio Filippucci, fumettista italiano (Bologna, n. 1955)
- Lucio Leoni, fumettista italiano (Como, n. 1968)

## Funzionari(3)
- Lucio Scipione Atellani, funzionario e ambasciatore italiano (Milano)
- Lucio Fenio Rufo, prefetto romano (Roma, † 65)
- Lucio Valerio Settimio Basso, funzionario romano

## Galleristi(1)
- Lucio Amelio, gallerista italiano (Napoli, n. 1931 - Napoli, † 1994)

## Generali(12)
- Lucio Apustio, generale romano
- Lucio Caracciolo, generale e nobile italiano (Pastorano, n. 1771 - Torre del Greco, † 1833)
- Lucio Sergio Catilina, generale e politico romano (Roma, n. 108 a.C. - Pistoia, † 62 a.C.)
- Lucio Cornelio Silla, generale romano (Roma, n. 138 a.C. - Cuma, † 78 a.C.)
- Lucio Decidio Saxa, generale romano († 40 a.C.)
- Lucio Cesennio Peto, generale e funzionario romano
- Lucio Roscio Fabato, generale romano (Modena, † 43 a.C.)
- Lucio Licinio Lucullo, generale e politico romano (Roma, n. 117 a.C. - Napoli, † 56 a.C.)
- Lucio Postumio Albino, generale romano (Roma - Roma)
- Lucio Flavio Silva, generale romano
- Lucio Petronio Tauro Volusiano, generale e politico romano
- Lucio Funisulano Vettoniano, generale e senatore romano

## Geografi(1)
- Lucio Gambi, geografo italiano (Ravenna, n. 1920 - Firenze, † 2006)

## Giornalisti(6)
- Lucio Brunelli, giornalista italiano (Roma, n. 1952)
- Lucio Caracciolo, giornalista italiano (Roma, n. 1954)
- Lucio Fiorentini, giornalista, prefetto e politico italiano (Vestone, n. 1829 - Bologna, † 1902)
- Lucio Lami, giornalista, scrittore e paroliere italiano (Varedo, n. 1936 - Milano, † 2013)
- Lucio Manisco, giornalista e politico italiano (Firenze, n. 1928 - † 2025)
- Lucio Mazzi, giornalista, critico musicale e saggista italiano (Bologna, n. 1957)

## Giuristi(3)
- Lucio Acilio, giurista romano
- Lucio Giavoleno Prisco, giurista romano
- Lucio Volusio Meciano, giurista e politico romano (Roma, n. 110 - † 166)

## Grammatici(3)
- Lucio Orbilio Pupillo, grammatico romano (Benevento - Roma)
- Lucio Crassicio Pansa, grammatico romano (Taranto - Roma)
- Lucio Ateio Pretestato, grammatico romano (Atene - Roma)

## Hockeisti su ghiaccio(1)
- Lucio Topatigh, ex hockeista su ghiaccio italiano (Gallio, n. 1965)

## Imprenditori(4)
- Lucio e Giuseppe Lozza, imprenditore, inventore e dirigente d'azienda italiano (Calalzo di Cadore, n. 1877 - Calalzo di Cadore, † 1954)
- Lucio Presta, imprenditore, dirigente d'azienda e produttore televisivo italiano (Cosenza, n. 1960)
- Lucio Tan, imprenditore cinese (Xiamen, n. 1934)
- Lucio Tasca, imprenditore e politico italiano (Palermo, n. 1880 - Palermo, † 1957)

## Ingegneri(4)
- Lucio Bianco, ingegnere italiano (Guardia Lombardi, n. 1941)
- Lucio Lazzarino, ingegnere italiano (Napoli, n. 1913 - Pisa, † 1998)
- Lucio Mayer, ingegnere e dirigente pubblico italiano (Napoli, n. 1911 - Viareggio, † 1993)
- Lucio Mazzuoli, ingegnere e geologo italiano (Città della Pieve, n. 1838 - Gioiella, † 1923)

## Karateka(1)
- Lucio Maurino, karateka e militare italiano (Santa Maria Capua Vetere, n. 1974)

## Magistrati(24)
- Lucio Antistio Vetere, magistrato romano
- Lucio Betilieno Varo, magistrato romano
- Lucio Seio Tuberone, magistrato e militare romano
- Lucio Volusio Saturnino, magistrato e militare romano (Lucus Feroniae - † 20)
- Lucio Norbano Balbo, magistrato romano (Roma)
- Lucio Giunio Silano, magistrato romano († 48)
- Lucio Calpurnio Pisone, magistrato romano
- Lucio Rubellio Gemino, magistrato romano
- Lucio Nonio Asprenate, magistrato e senatore romano
- Lucio Fulcinio Trione, magistrato romano († 35)
- Lucio Cornelio Silla Felice, magistrato romano
- Lucio Nevio Sordino, magistrato e senatore romano
- Lucio Voluseio Proculo, magistrato e senatore romano
- Lucio Visellio Varrone, magistrato e senatore romano
- Lucio Apronio Cesiano, magistrato, senatore e militare romano
- Lucio Vagellio, magistrato e senatore romano (Locri Epizefiri)
- Lucio Vipstano Poplicola, magistrato e senatore romano
- Lucio Mammio Pollione, magistrato e senatore romano (Herculaneum)
- Lucio Calvenzio Vetere Gaio Carminio, magistrato e senatore romano (Opitergium)
- Lucio Salvidieno Rufo Salviano, magistrato e senatore romano
- Lucio Antistio Vetere, magistrato e senatore romano (Formiae, † 65)
- Lucio Duvio Avito, magistrato e senatore romano (Vasio Vocontiorum)
- Lucio Cesio Marziale, magistrato e senatore romano
- Lucio Calpurnio Pisone, magistrato e senatore romano (Cartagine, † 70)

## Martellisti(1)
- Lucio Serrani, ex martellista italiano (San Gemini, n. 1961)

## Matematici(2)
- Lucio Boccardo, matematico italiano (n. 1948)
- Lucio Lombardo Radice, matematico, pedagogista e politico italiano (Catania, n. 1916 - Bruxelles, † 1982)

## Medici(2)
- Lucio Ildebrando Cocco, medico e anatomista italiano (Chieti, n. 1952)
- Lucio Romano, medico e politico italiano (Aversa, n. 1955)

## Militari(26)
- Lucio Postumio Albino, militare e politico romano
- Lucio Antonio, militare e politico romano (n. 81 a.C. - † 39 a.C.)
- Aureliano, militare e imperatore romano (Sirmio - vicino a Bisanzio, † 275)
- Lucio Emilio Barbula, militare e politico romano
- Lucio Calpurnio Bibulo, militare e scrittore romano († 31 a.C.)
- Lucio Artorio Casto, militare romano (Liburnia)
- Lucio Cedicio, militare romano
- Lucio Aurunculeio Cotta, militare romano
- Lucio Domizio Enobarbo, militare e politico romano (Roma, n. 49 a.C. - Roma, † 25)
- Lucio Giunio Pullo, militare e politico romano
- Lucio Vibullio Rufo, militare romano
- Lucio Settimio, militare romano
- Lucio Staio Murco, militare e politico romano (Siracusa)
- Lucio Norberto Mansilla, militare e politico argentino (Buenos Aires, n. 1792 - Buenos Aires, † 1871)
- Lucio Marcio Settimo, militare romano
- Lucio Cornelio Merula, militare e politico romano
- Lucio Minucio Basilo, militare e politico romano († 43 a.C.)
- Lucio Munazio Planco, militare e politico romano (Tivoli, n. 90 a.C. - Gaeta, † 1)
- Lucio Plauzio Venno, militare e politico romano
- Lucio Tiberio Claudio Pompeiano, militare romano
- Nerazio Prisco, militare, politico e giurista romano (Saepinum, n. 50)
- Lucio Ramnio, militare romano (Brindisi)
- Lucio Scribonio Libone, militare e politico romano († 34 a.C.)
- Seiano, militare e politico romano (Volsinii - Roma, † 31)
- Lucio Stertinio, militare romano
- Lucio Voreno, militare romano

## Neurologi(1)
- Lucio Bini, neurologo e psichiatra italiano (Roma, n. 1908 - Roma, † 1964)

## Nobili(2)
- Lucio Calpurnio Pisone Liciniano, nobile romano (n. 38 - Roma, † 69)
- Lucio della Torre, nobile italiano (Fagagna, n. 1695 - Gradisca d'Isonzo, † 1723)

## Nuotatori(1)
- Lucio Spadaro, nuotatore italiano (Napoli, n. 1991)

## Pallanuotisti(1)
- Lucio Ceccarini, pallanuotista italiano (Roma, n. 1930 - Roma, † 2009)

## Papi(3)
- Papa Lucio I, papa, vescovo e santo romano (Roma - Roma, † 254)
- Papa Lucio II, papa e cardinale italiano (Bologna - Roma, † 1145)
- Papa Lucio III, papa, cardinale e vescovo cattolico italiano (Lucca - Verona, † 1185)

## Piloti motociclistici(1)
- Lucio Pietroniro, pilota motociclistico belga (n. 1960)

## Piloti motonautici(1)
- Lucio Stefani, pilota motonautico italiano

## Pittori(8)
- Lucio Andrich, pittore, incisore e scultore italiano (Agordo, n. 1927 - La Valle Agordina, † 2003)
- Lucio Brugliera, pittore italiano (Milano, n. 1937 - Fidenza, † 2013)
- Lucio Cargnel, pittore italiano (Treviso, n. 1903 - Milano, † 1998)
- Lucio Comar, pittore italiano (Cervignano del Friuli, n. 1942 - Cervignano del Friuli, † 2014)
- Lucio Fontana, pittore, ceramista e scultore argentino (Rosario, n. 1899 - Comabbio, † 1968)
- Lucio Massari, pittore italiano (Bologna, n. 1569 - Bologna, † 1633)
- Lucio Pozzi, pittore italiano (Milano, n. 1935)
- Lucio Venna, pittore italiano (Venezia, n. 1897 - Firenze, † 1974)

## Poeti(7)
- Lucio Accio, poeta e drammaturgo romano (Pesaro, n. 170 a.C. - Roma)
- Lucio Afranio, poeta e comico romano
- Nestore di Laranda, poeta greco antico (Laranda)
- Lucio Piccolo, poeta, esoterista e musicologo italiano (Palermo, n. 1901 - Capo d'Orlando, † 1969)
- Lucio Pisani, poeta e politico italiano (San Martino Valle Caudina, n. 1930 - Como, † 2018)
- Lucio Valerio Pudente, poeta e letterato latino (Istonio, n. 93)
- Lucio Vario Rufo, poeta romano (Turbigo)

## Polistrumentisti(1)
- Lucio Fabbri, polistrumentista, arrangiatore e direttore d'orchestra italiano (Crema, n. 1955)

## Presbiteri(2)
- Lucio Gera, presbitero e teologo argentino (Pasiano di Pordenone, n. 1924 - Buenos Aires, † 2012)
- Lucio Ángel Vallejo Balda, presbitero spagnolo (Villamediana de Iregua, n. 1961)

## Produttori discografici(1)
- Lucio Salvini, produttore discografico, direttore artistico e giornalista italiano (Milano, n. 1937)

## Pugili(1)
- Lucio Cusma, ex pugile italiano (Bologna, n. 1954)

## Registi(5)
- Lucio Fulci, regista, sceneggiatore e attore italiano (Roma, n. 1927 - Roma, † 1996)
- Lucio Gaudino, regista, sceneggiatore e produttore cinematografico italiano (Napoli, n. 1953)
- Lucio Giachin, regista e sceneggiatore italiano
- Lucio Pellegrini, regista, sceneggiatore e autore televisivo italiano (Asti, n. 1965)
- Lucio Testa, regista televisivo italiano (Napoli, n. 1945 - Ancona, † 2014)

## Religiosi(1)
- Lucio di Savoia, religioso italiano (Costantinopoli, † 1470)

## Retori(3)
- Celio Antipatro, retore, giurista e storico romano (Roma)
- Lucio Cestio, retore latino (Smirne)
- Lucio Licinio Crasso, oratore romano (n. 140 a.C. - † 91 a.C.)

## Rugbisti a 15(2)
- Lucio Avigo, rugbista a 15 e allenatore di rugby a 15 italiano (Brescia, n. 1939 - Toscolano Maderno, † 2008)
- Lucio Boccaletto, ex rugbista a 15, allenatore di rugby a 15 e dirigente sportivo italiano (Treviso, n. 1944)

## Scacchisti(1)
- Lucio Del Vecchio, scacchista italiano (Napoli, n. 1907 - † 1980)

## Sceneggiatori(3)
- Lucio Battistrada, sceneggiatore italiano (Piacenza, n. 1920 - Roma, † 2017)
- Lucio Besana, sceneggiatore italiano (Merate, n. 1982)
- Lucio Mandarà, sceneggiatore italiano (Laurana, n. 1923 - Roma, † 2009)

## Scrittori(13)
- Lucio Angelini, scrittore e traduttore italiano (Fano, n. 1947)
- Apuleio, scrittore, filosofo e retore romano (Madaura - Cartagine)
- Lucio Ceva, scrittore e storico italiano (Milano, n. 1929 - Milano, † 2016)
- Lucio Giunio Moderato Columella, scrittore romano (Gades, n. 4 - Taranto, † 70)
- Lucio D'Ambra, scrittore e regista italiano (Roma, n. 1880 - Roma, † 1939)
- Lattanzio, scrittore romano (Africa - Gallie)
- Lucio Ampelio, scrittore romano
- Lucio Flavio Filostrato, scrittore greco antico (Lemno - Atene)
- Lucio da Patrasso, scrittore greco antico (Patre)
- Lucio Mastronardi, scrittore italiano (Vigevano, n. 1930 - Vigevano, † 1979)
- Lucio Elio Stilone Preconino, scrittore e grammatico romano (Lanuvio, n. 154 a.C. - † 74 a.C.)
- Lucio Saffaro, scrittore e pittore italiano (Trieste, n. 1929 - Bologna, † 1998)
- Lucio Anneo Seneca il Vecchio, scrittore, retore e storico romano (Corduba - Roma)

## Senatori(15)
- Lucio Apronio, senatore e militare romano
- Lucio Fabio Cilone, senatore romano
- Lucio Cornelio Pusione, senatore e generale romano
- Lucio Cornelio Silla, senatore romano
- Lucio Fulvio Gavio Numisio Emiliano, senatore romano
- Lucio Gellio Publicola, senatore e generale romano
- Lucio Nevio Aquilino, senatore e politico romano
- Lucio Virio Lupo Giuliano, senatore romano
- Lucio Lucceio Martino, senatore romano
- Lucio Valerio Massimo, senatore romano
- Lucio Aurelio Commodo Pompeiano, senatore romano
- Lucio Verginio Rufo, senatore e militare romano (Como, n. 14 - Roma, † 97)
- Lucio Cornelio Scipione, senatore romano
- Lucio Fabio Severo, senatore romano
- Lucio Volusio Saturnino, senatore e politico romano (Roma, † 56)

## Sociologi(3)
- Lucio d'Alessandro, sociologo e scrittore italiano (Napoli, n. 1951)
- Lucio Meglio, sociologo italiano (Sora, n. 1979)
- Felix Weil, sociologo e filantropo argentino (Buenos Aires, n. 1898 - Dover, † 1975)

## Sovrani(4)
- Lucio di Britannia, re britanno
- Tarquinio Prisco, re romano (Tarquinia - † 579 a.C.)
- Tarquinio il Superbo, re romano (Roma - Cuma, † 495 a.C.)
- Vaballato, sovrano († 273)

## Storici(9)
- Lucio Cincio Alimento, storico e politico romano (n. 249 a.C.)
- Lucio Balestrieri, storico e economista italiano (Venezia, n. 1930 - Venezia, † 1987)
- Lucio Camarra, storico italiano (Chieti, n. 1596 - Roma, † 1656)
- Cassio Dione, storico e politico romano (Nicea, n. 155 - Nicea, † 235)
- Lucio Cassio Emina, storico romano (Roma - Roma)
- Arriano, storico, politico e generale romano (Nicomedia - Atene)
- Lucio Mario Massimo Perpetuo Aureliano, storico, senatore e militare romano († 230)
- Lucio Cornelio Sisenna, storico romano (n. 120 a.C. - Creta, † 67 a.C.)
- Lucio Villari, storico italiano (Bagnara Calabra, n. 1933 - Roma, † 2025)

## Storici delle religioni(1)
- Lucio Coco, storico delle religioni italiano (n. 1961)

## Teologi(1)
- Lucio Ferraris, teologo italiano (n. 1687 - † 1763)

## Umanisti(1)
- Lucio Cristoforo Scobar, umanista e linguista italiano (Niebla, n. 1460 - Siracusa, † 1525)

## Urbanisti(1)
- Lucio Stellario d'Angiolini, urbanista italiano (Roma, n. 1918 - Albano Laziale, † 1995)

## Velocisti(1)
- Lucio Sangermano, velocista italiano (Firenze, n. 1932 - Firenze, † 2014)

## Vescovi(1)
- Lucio di Coira, vescovo svizzero (Coira)

## Vescovi cattolici(5)
- Lucio Maranta, vescovo cattolico italiano (Venosa - Montepeloso, † 1592)
- Lucio Andrice Muandula, vescovo cattolico mozambicano (Maputo, n. 1959)
- Lucio Nicoletto, vescovo cattolico e missionario italiano (Este, n. 1972)
- Lucio Angelo Renna, vescovo cattolico italiano (San Pietro Vernotico, n. 1941)
- Lucio Soravito De Franceschi, vescovo cattolico italiano (Ovaro, n. 1939 - Udine, † 2019)

## Senza attività specificata(21)
- Lucio Albinio, romano
- Lucio Domizio Alessandro, romano
- Uranio Antonino, romano
- Lucio Atilio Lusco, romano
- Lucio Cecilio Metello Diademato, romano
- Lucio Cornelio Cinna, romano
- Lucio Cornelio Lentulo, romano
- Lucio Domizio Domiziano, romano (Alessandria d'Egitto, † 297)
- Lucio Anicio Gallo, romano
- Lucio di Alessandria
- Lucio Calpurnio Pisone Frugi, romano († 261)
- Lucio Mussio Emiliano, romano († 262)
- Lucio Menenio Agrippa Lanato, romano
- Lucio Ostilio Saserna, romano
- Lucio Papirio Crasso, romano
- Lucio Papirio Mugillano, romano
- Lucio Valerio Messalla Trasea Prisco, romano
- Lucio Cuspio Rufino, romano (Pergamo)
- Lucio Seio Sallustio, romano († 227)
- Lucio Sempronio Atratino, romano
- Lucio Testa, ex politico italiano (Roma, n. 1940)